# Чемпіонат світу з боротьби 2024
Чемпіонат світу з боротьби 2024 пройшов з 28 по 31 жовтня 2024 року в Тирані, Албанія, в Олімпійському парку Тирани.
На чемпіонаті проводилися змагання з вільної та греко-римської боротьби серед чоловіків і вільної боротьби серед жінок в неолімпійських вагових категоріях. Це були другі змагання у такому форматі. Рішення про проведення чемпіонатів світу з боротьби в неолімпійських вагових категоріях в роки Олімпійських ігор було прийняте Об'єднаним світом боротьби (UWW) у травні 2016 року. Перші подібні змагання пройшли у грцдні того ж року в Будапешті. Чемпіонат світу з боротьби 2020 року, що мав бути проведений у грудні 2020 року в Белграді, був скасований через обмеження, пов'язані з COVID-19. Неолімпійськими у 2024 році були вагові категорії до 61 і 70, 79 і 92 кг — у вільній боротьбі, до 55, 63, 72 і 82 кг — в греко-римській, до 55, 59, 65 і 72 кг — у жіночій. Незважаючи на те, що на чемпіонаті світу було заборонено виступати спортсменам, які брали участь в Олімпійських іграх 2024 року в Парижі, у змаганнях взяли участь імениті борці, зокрема олімпійські чемпіони минулих Олімпіад Джордан Берроуз, Девід Тейлор, Абдулрашид Садулаєв та Рісако Кавай.
Було розіграно дванадцять комплектів нагород — по чотири у вільній, греко-римській та жіночій боротьбі. Бронзові нагороди вручалися двом спортсменам, що виграли втішні сутички.

## Загальний медальний залік
*   Країна-господарка ( Сербія)
| Місце                | Країна               | Золото | Срібло | Бронза | Загалом |
| -------------------- | -------------------- | ------ | ------ | ------ | ------- |
| 1                    | Японія (JPN)         | 4      | 1      | 1      | 6       |
| 2                    | Азербайджан (AZE)    | 3      | 0      | 0      | 3       |
| 3                    | Казахстан (KAZ)      | 1      | 2      | 0      | 3       |
| –                    | Нейтральні атлети    | 1      | 1      | 4      | 6       |
| 4                    | Грузія (GEO)         | 1      | 1      | 2      | 4       |
| 5                    | Іран (IRI)           | 1      | 1      | 1      | 3       |
| 6                    | КНР (CHN)            | 1      | 1      | 0      | 2       |
| 7                    | Монголія (MGL)       | 0      | 1      | 1      | 2       |
| 7                    | Румунія (ROU)        | 0      | 1      | 1      | 2       |
| 7                    | Туреччина (TUR)      | 0      | 1      | 1      | 2       |
| 7                    | Франція (FRA)        | 0      | 1      | 1      | 2       |
| 11                   | Угорщина (HUN)       | 0      | 1      | 0      | 1       |
| 12                   | США (USA)            | 0      | 0      | 4      | 4       |
| 13                   | Словаччина (SVK)     | 0      | 0      | 2      | 2       |
| 14                   | Індія (IND)          | 0      | 0      | 1      | 1       |
| 14                   | Вірменія (ARM)       | 0      | 0      | 1      | 1       |
| 14                   | Німеччина (GER)      | 0      | 0      | 1      | 1       |
| 14                   | Сербія (SRB)         | 0      | 0      | 1      | 1       |
| 14                   | Таджикистан (TJK)    | 0      | 0      | 1      | 1       |
| 14                   | Чехія (CZE)          | 0      | 0      | 1      | 1       |
| Загалом (19 збірних) | Загалом (19 збірних) | 12     | 12     | 24     | 48      |

## Командний залік
| Місце | Чоловіки, вільний стиль | Чоловіки, вільний стиль | Чоловіки, греко-римська | Чоловіки, греко-римська | Жінки, вільний стиль    | Жінки, вільний стиль |
| Місце | Team                    | Points                  | Team                    | Points                  | Team                    | Points               |
| ----- | ----------------------- | ----------------------- | ----------------------- | ----------------------- | ----------------------- | -------------------- |
| 1     | Грузія                  | 55                      | Азербайджан             | 85                      | Японія                  | 90                   |
| 2     | Японія                  | 55                      | Іран                    | 51                      | КНР                     | 53                   |
| 3     | Іран                    | 41                      | Вірменія                | 35                      | США                     | 40                   |
| 4     | США                     | 34                      | Грузія                  | 34                      | Монголія                | 34                   |
| 5     | Казахстан               | 31                      | Казахстан               | 28                      | Румунія                 | 30                   |
| 6     | Монголія                | 31                      | Франція Угорщина        | 20                      | Індія                   | 29                   |
| 7     | Словаччина              | 30                      | Франція Угорщина        | 20                      | Казахстан               | 20                   |
| 8     | Туреччина               | 20                      | КНР                     | 20                      | Україна                 | 20                   |
| 9     | Азербайджан             | 18                      | Туреччина               | 17                      | Чехія Франція Німеччина | 15                   |
| 10    | Таджикистан             | 15                      | Румунія Сербія          | 15                      | Чехія Франція Німеччина | 15                   |

## Медалісти

### Чоловіки

#### Вільна боротьба
| Категорія | Золото                                | Срібло                             | Бронза                                                         |
| До 61 кг  | Масаноске Оно Японія                  | Ахмет Думан Туреччина              | Цогбадрах Цевенсурен Монголія Віталій Аруджау США              |
| до 70 кг  | Нуркожа Кайпанов Казахстан            | Йосіносуке Аоягі Японія            | Іналбек Шерієв Нейтральний атлет Абдулмажид Кудієв Таджикистан |
| до 79 кг  | Автанділ Кенчадзе Грузія              | Магомед Магомаєв Нейтральний атлет | Мохаммад Ноході Іран Ахсарбек Гулаєв Словаччина                |
| до 92 кг  | Абдулрашид Садулаєв Нейтральний атлет | Міріан Майсурадзе Грузія           | Девід Тейлор США Батирбек Цакулов Словаччина                   |

#### Греко-римська боротьба
| Категорія | Золото                      | Срібло                     | Бронза                                                |
| До 55 кг  | Ельденіз Азізлі Азербайджан | Пуя Дадмарз Іран           | Деніс Міхай Румунія Емін Сефершаєв Нейтральний атлет  |
| До 63 кг  | Ніхат Мамедлі Азербайджан   | Єржет Жарликасин Казахстан | Карен Асланян Вірменія Садик Лалаєв Нейтральний атлет |
| До 72 кг  | Ульві Ганізаде Азербайджан  | Ібрагім Ганем Франція      | Алі Арсалан Сербія Отар Абуладзе Грузія               |
| До 82 кг  | Мохаммедалі Гераеї Іран     | Ерік Сілваші Угорщина      | Ахмет Їлмаз Туреччина Гела Болквадзе Грузія           |

### Жінки

#### Вільна боротьба
| Категорія | Золото              | Срібло                        | Бронза                                                  |
| До 55 кг  | Мое Кійока Японія   | Чжан Чжин КНР                 | Тетяна Деб'єн Франція Ірина Курочкіна Нейтральний атлет |
| до 59 кг  | Рісако Кавай Японія | Сухегійн Церенчимед Монголія  | Мансі Ахлават Індія Елена Бруггер Німеччина             |
| до 65 кг  | Лун Цзя КНР         | Катерина Зелених Румунія      | Мейсі Кілті США Міва Морікава Японія                    |
| до 72 кг  | Амі Ішії Японія     | Жаміля Бакбергенова Казахстан | Аделя Ганжлічкова Чехія Кілі Велкер США                 |

## Країни-учасники
В чемпіонаті взяли участь 284 спортсмени з 49 країн.
|  |